# Csapat szabad program szinkronúszás a 2017-es úszó-világbajnokságon
A 2017-es úszó-világbajnokságon a szinkronúszás csapat szabad programjának selejtezőjét július 19-én, döntőjét pedig július 21-én rendezték meg a Városligetben.

## Versenynaptár
| Dátum                    | Időpont | Forduló   |
| ------------------------ | ------- | --------- |
| 2017. július 19., szerda | 19:00   | Selejtező |
| 2017. július 21., péntek | 11:00   | Döntő     |

## Érmesek
| Arany | Ezüst | Bronz |
| Oroszország · Vlada Csigirova · Marija Surocskina · Marina Goljadkina · Darja Bajangyina · Polina Komar · Veronyika Kalinyina · Darina Valitova · Anasztaszija Bajangyina · Anasztaszija Arhipovszkaja (tartalék) · Varvara Szubbotyina (tartalék) | Kína · Liang Hszin-ping (Liang Xinping) · Feng Yu · Jin Cseng-hszin (Yin Chengxin) · Tang Meng-ni · Yu Lele · Kuo Li (Guo Li) · Xiao Yanning · Chang Hao · Wang Liuyi (tartalék) · Wang Qianyi (tartalék) | Ukrajna · Kseniya Sydorenko · Valeriia Aprielieva · Oleksandra Kashuba · Anna Volosina · Anastasiya Savchuk · Maryna Aleksiiva · Jelizaveta Jahno · Vladyslava Aleksiiva · Yana Nariezhna (tartalék) · Alina Shynkarenko (tartalék) |

## Eredmény
Zölddel kiemelve a döntőbe jutottak
| Helyezés  | Nemzetiség | Selejtező | Selejtező | Döntő   | Döntő    |
| Helyezés  | Nemzetiség | Pont      | helyezés  | Pont    | Helyezés |
| --------- | ---------- | --------- | --------- | ------- | -------- |
| Aranyérem | RUS        | 96.8000   | 1         | 97.3000 | 1        |
| Ezüstérem | CHN        | 94.3667   | 2         | 95.2333 | 2        |
| Bronzérem | UKR        | 92.9000   | 3         | 93.9333 | 3        |
| 4         | JPN        | 92.4667   | 4         | 93.1000 | 4        |
| 5         | ITA        | 90.4667   | 5         | 91.7000 | 5        |
| 6         | ESP        | 89.9333   | 6         | 90.7000 | 6        |
| 7         | CAN        | 88.2667   | 7         | 88.8000 | 7        |
| 8         | MEX        | 87.9000   | 8         | 87.9000 | 8        |
| 9         | GRE        | 85.3667   | 9         | 86.4333 | 9        |
| 10        | FRA        | 85.0333   | 10        | 85.4667 | 10       |
| 11        | PRK        | 83.6000   | 11        | 83.7667 | 11       |
| 12        | USA        | 82.9667   | 12        | 83.5667 | 12       |
| 13        | BLR        | 82.5333   | 13        |         |          |
| 14        | SUI        | 81.3667   | 14        |         |          |
| 15        | KAZ        | 80.6667   | 15        |         |          |
| 16        | HUN        | 78.3333   | 16        |         |          |
| 17        | UZB        | 77.3333   | 17        |         |          |
| 18        | AUS        | 76.0333   | 18        |         |          |
| 19        | SVK        | 75.5667   | 19        |         |          |
| 20        | SIN        | 74.9000   | 20        |         |          |
| 21        | EGY        | 74.1000   | 21        |         |          |
| 22        | ISR        | 73.0667   | 22        |         |          |
| 23        | MAC        | 70.7333   | 23        |         |          |
| 24        | CRC        | 66.9000   | 24        |         |          |
| 25        | RSA        | 62.1333   | 25        |         |          |